# Corpo d'armata celere
Il Corpo d'armata celere è stato una grande unità militare del Regio Esercito durante la seconda guerra mondiale.

## Storia
Il Comando Corpo d'armata celere venne costituito a Padova il 10 novembre 1938, inquadrando alle proprie dipendenze le Divisioni celeri "Eugenio di Savoia", "Emanuele Filiberto Testa di Ferro" e "Principe Amedeo Duca D'Aosta" e posto alle dipendenze della 6ª Armata.

### Seconda guerra mondiale
Nel giugno 1940, all'entrata in guerra dell'Italia nel secondo conflitto mondiale, il Corpo d'armata celere risultava dislocato al confine orientale nella zona di Padova.
Nel 1941, passato dal 6 aprile alle dipendenze della 2ª Armata, prese parte alle operazioni relative all'invasione della Jugoslavia entrando il 13 aprile in territorio jugoslavo raggiungendo Bacce, Karlovac, Rėčica, Duga Resa, Ogulin. Dopo la capitolazione della Jugoslavia i reparti del Corpo d'armata restarono dislocati nella Croazia centro settentrionale. Il 23 giugno 1941 il Corpo d'armata celere cedette la 3ª Divisione celere "Principe Amedeo Duca d'Aosta" al Corpo d'armata autotrasportabile.
Il 15 luglio rientrò in territorio nazionale. Nel mese di agosto ricevette dal XXX Corpo d'armata le Divisioni corazzate "Centauro" e "Littorio" e la 10ª Divisione fanteria "Piave". Il 28 settembre, avendo ceduto le due residue Divisioni celeri al V Corpo d'armata, perdette le caratteristiche di grande unità celere anche se ne conservò il nominativo.
Il 15 novembre 1941 il comando venne trasformato in Comando Corpo d'armata speciale, operante sul fronte greco-albanese e il giorno successivo venne ricostituito con altro personale.
Nel 1942 la grande unità rimase dislocata nei pressi di Padova e il 10 maggio, si sciolse trasformandosi in XXII Corpo d'armata.

## Comandanti
- Generale di corpo d'armata Claudio Trezzani
- Generale di Divisione Angelo Giovanni Pivano (interim)
- Generale di Divisione Giovanni Messe
- Generale di Divisione Federico Ferrari Orsi